# فینال کوپا آمریکای قرن
فینال کوپا آمریکای قرن‌ یک مسابقهٔ فوتبال بود که در ۲۶ ژوئن ۲۰۱۶ برای تعیین برندهٔ کوپا آمریکا قرن برگزار شد. این در ورزشگاه متلایف در مجتمع ورزشی Meadowlands در شرق رادرفورد، نیوجرسی، خارج از شهر نیویورک برگزار شد.
این مسابقه میان آرژانتین و شیلی برگزار شد و آن را به بازی برگشت فینال ۲۰۱۵ تبدیل کرد. در این تورنمنت آرژانتین و شیلی در گروه D به مصاف یکدیگر رفتند و آرژانتین با نتیجه ۲–۱ پیروز شد. اما در فینال، مانند سال پیش، در نهایت شیلی با نتیجه ۴–۲ در ضربات پنالتی پس از تساوی ۰–۰ پیروز شد. لیونل مسی پس از چهارمین شکست پیاپی فینال خود با آرژانتین، پایان دوران خود در تیم ملی آرژانتین را اعلام کرد، اگرچه بعداً این تصمیم را تغییر داد.

## پیش‌زمینه
این دوره از کوپا آمریکا نخستین بار به میزبانی ایالات متحده بود. این مسابقه ششمین باری بود که آرژانتین پس از تغییر نام کوپا آمریکا در سال ۱۹۷۵، به فینال رسید. آنها همچنین در ۲۲ دوره مسابقات پیشین، Campeonato Sudamericano، که در آن برندگان در یک مرحله گروهی و بدون مسابقه نهایی مشخص می‌شدند، در دو تیم برتر قرار گرفتند. در این زمان، آخرین قهرمانی آرژانتین در تورنمنت بین‌المللی، کوپا آمریکا در سال ۱۹۹۳ بود. در همین حال، این چهارمین حضور نهایی شیلی بود که در سال‌های ۱۹۵۵ و ۱۹۵۶ نیز در جمع دو تیم برتر قرار گرفت. شیلی مدافع عنوان قهرمانی بود و اولین عنوان بین‌المللی خود را در دوره قبل به عنوان کشور میزبان کسب کرد. این سومین فینال متوالی تورنمنت مهم آرژانتین بود، پس از فینال جام جهانی فوتبال ۲۰۱۴ و فینال کوپا آمریکا ۲۰۱۵، موفقیتی که تنها دو بار پیش از این در تاریخ تیم‌های ملی انجام شده بود، آلمان غربی (۱۹۷۲، ۱۹۷۴، ۱۹۷۶) و اسپانیا (۲۰۰۸، ۲۰۱۰). ، ۲۰۱۲).